# フランス国鉄Z20900形電車
フランス国鉄Z20900形電車（フランスこくてつZ20900がたでんしゃ）は、フランスの国有鉄道であるフランス国鉄が所有する鉄道車両。高い輸送力を有する2階建て電車で、車内の冷房装置や制御装置など新機軸の要素を多数導入している。

## 概要
1983年から導入が進められたフランス国鉄の2階建て電車「Z 2N」のうち、RER C線の混雑解消を目的に導入が実施された形式。都市中心部の直流区間（直流1,500 V）と郊外の交流区間（交流25,000 V 50 Hz）双方に対応する交直流電車で、先頭に連結される電動制御車と中間の付随車で構成される。基本的な構造は、1980年代から1990年代にかけて導入されたZ20500形を基にしているが、中間付随車の全長が長くなっている他、一連の「Z 2N」の形式の中で初めて車内に冷房が設置されており、窓は固定窓となっている。一方で、アルストムが開発した、IGBT素子を用いる制御システム「ONIX」や三相誘導電動機の導入により、Z20500形と比較しての電動車の重量増加は3 t前後に抑えられている。車内は全座席とも2等座席となっており、2 + 2人掛けのクロスシートが配置されている。車両間の貫通路は中間付随車の間にのみ設けられており、夜間は先頭車を閉鎖し中間車にのみ乗客を乗せる事が可能となっている。

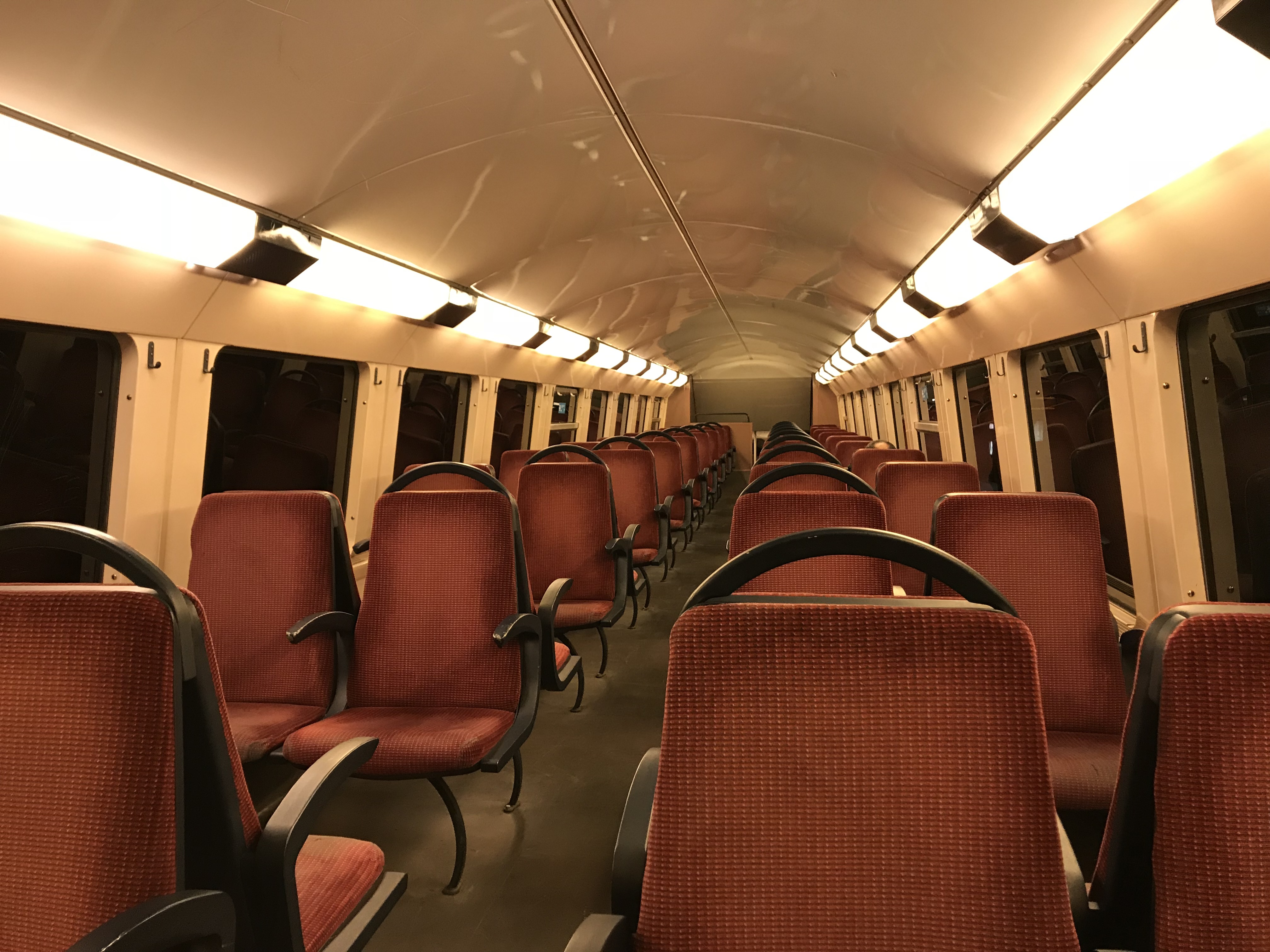
車内（2階部分）
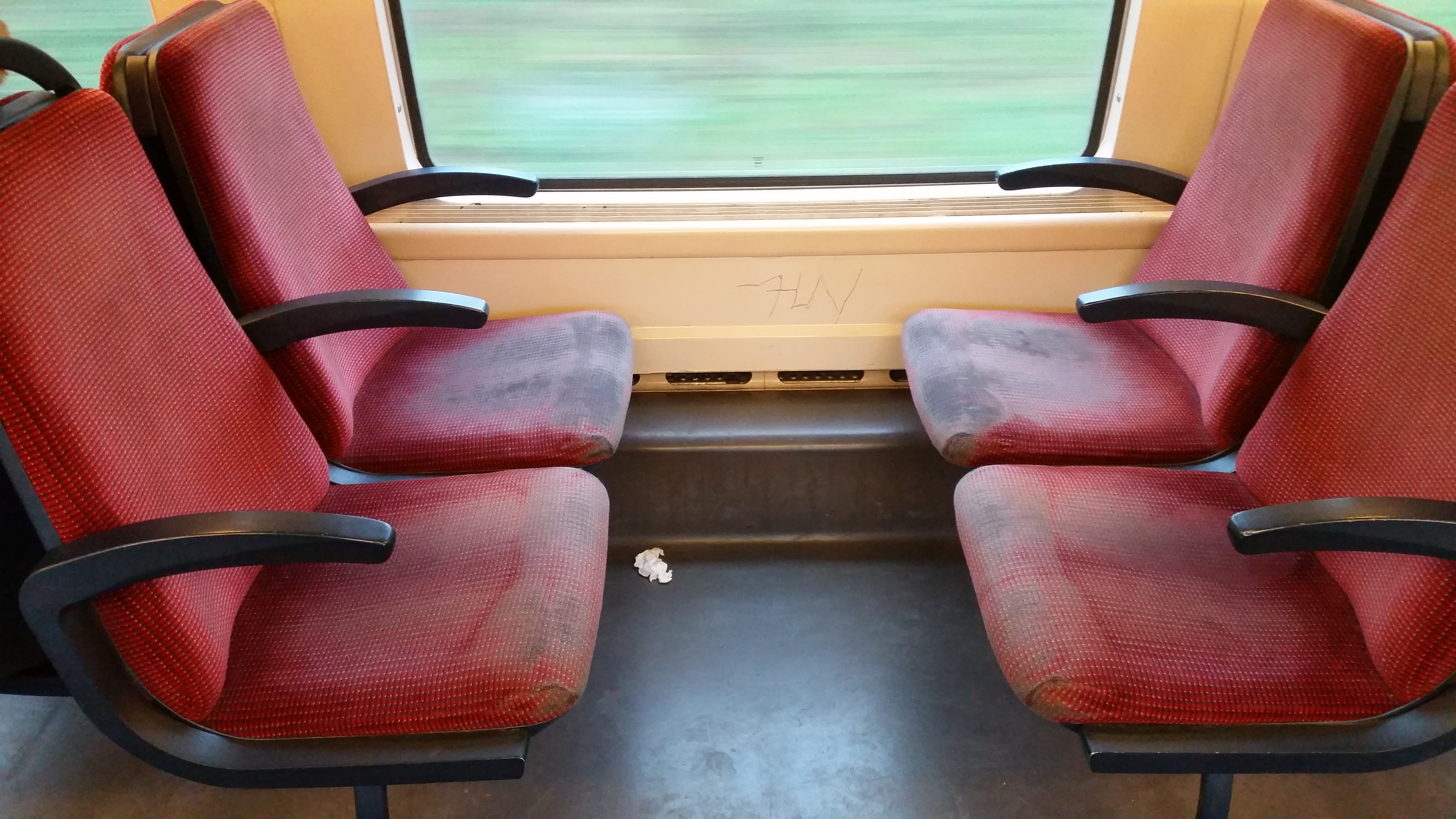
2人掛けの座席
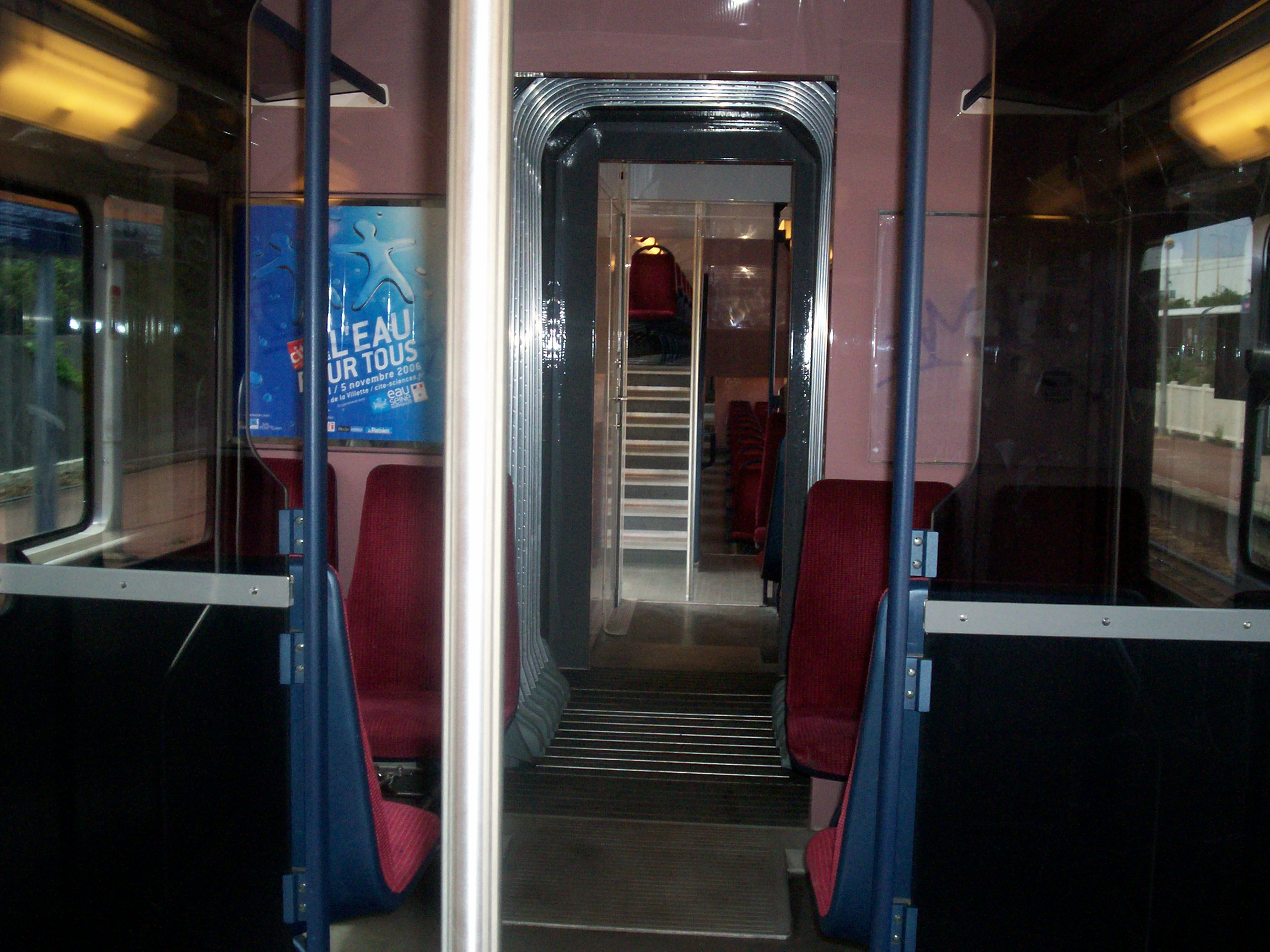
貫通路
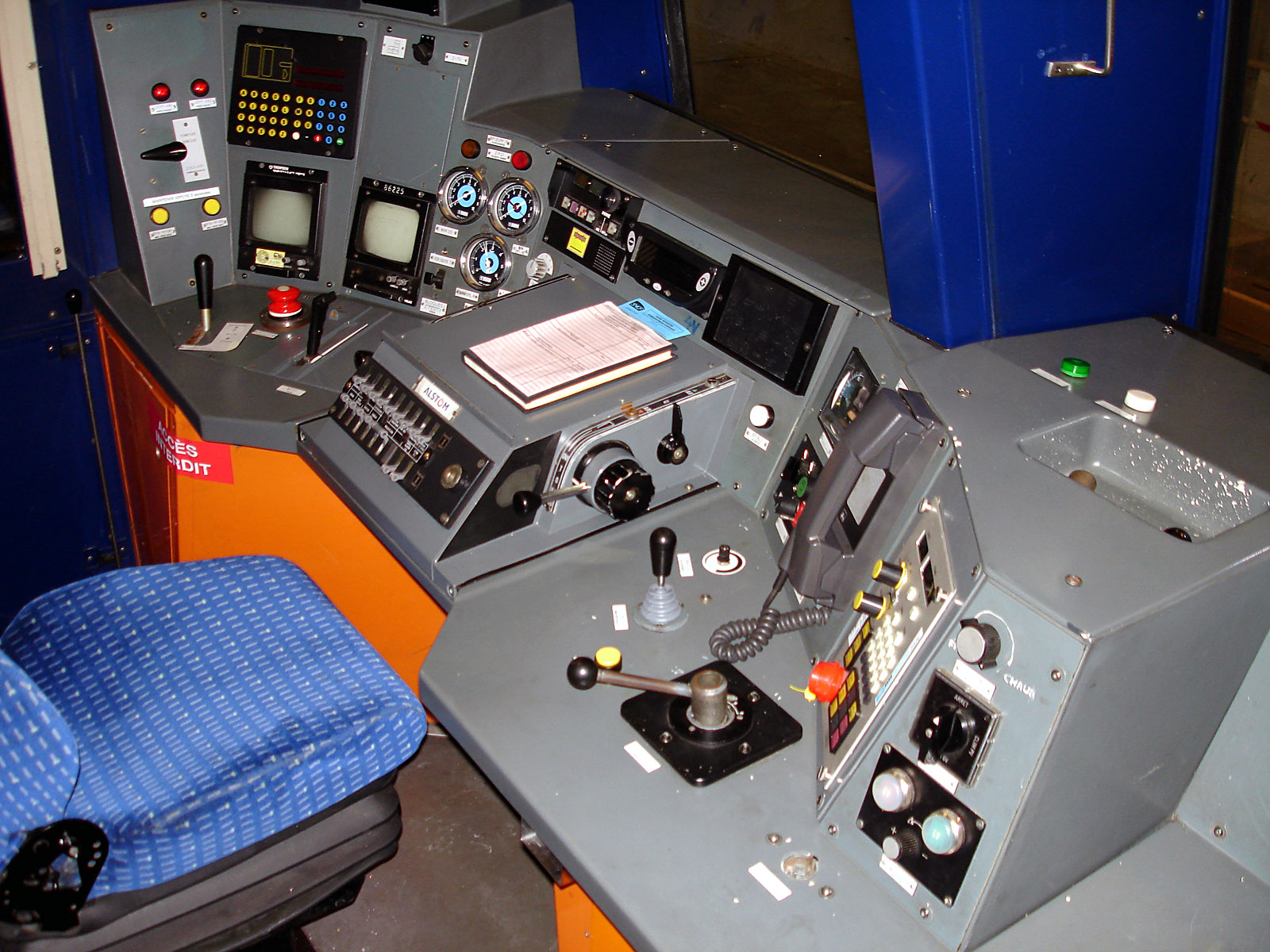
運転台

2001年から2004年にかけて54編成（4両編成54本）が製造された。以降、RER C線に加え、C線の一部区間を分離する形で2024年に開通したトランシリアンのV線でも使用されている。また、2010年代後半から2023年にかけて、「Waouh」と銘打たれた更新工事が実施されている。

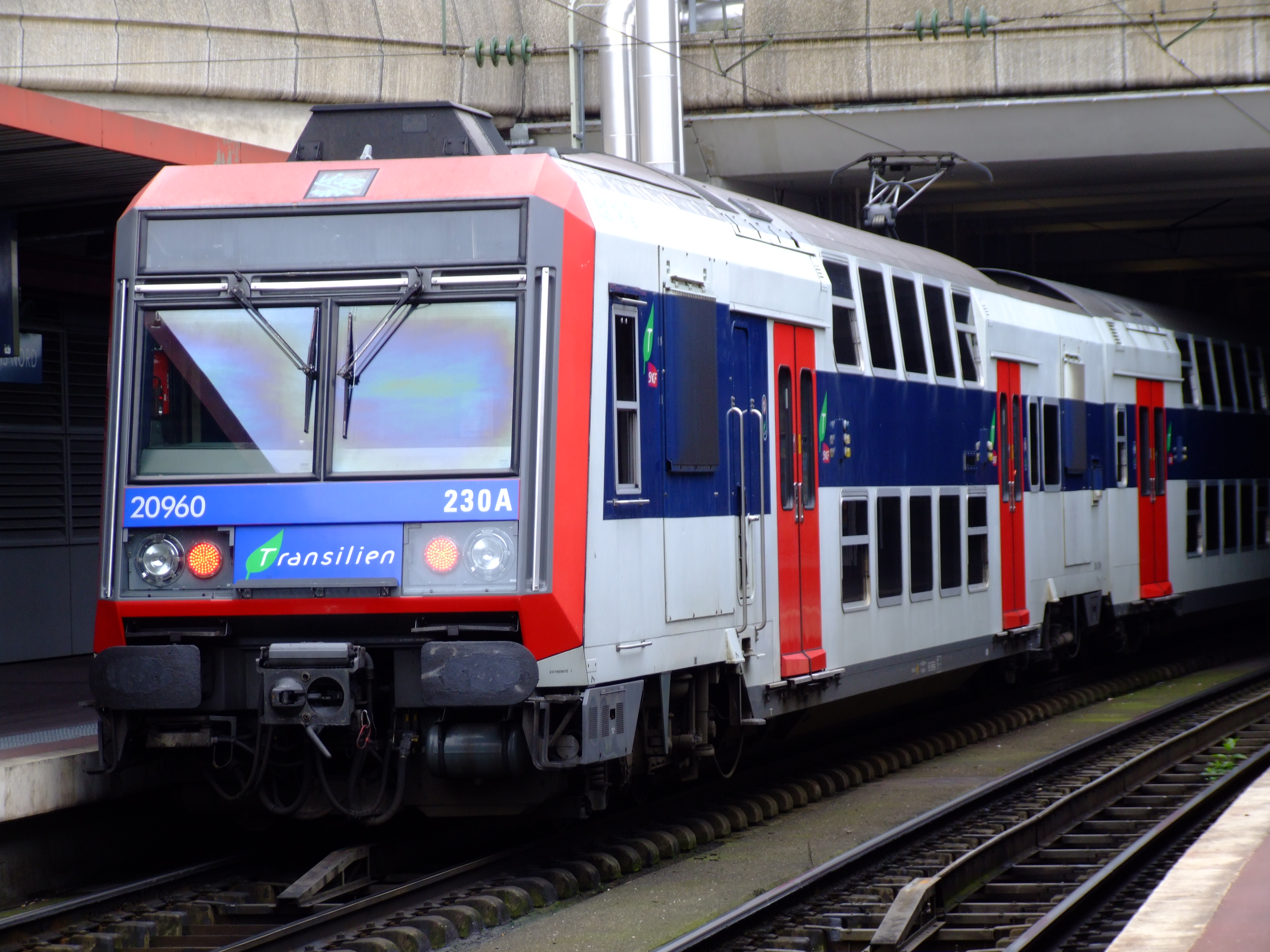
登場時の塗装（2006年撮影）
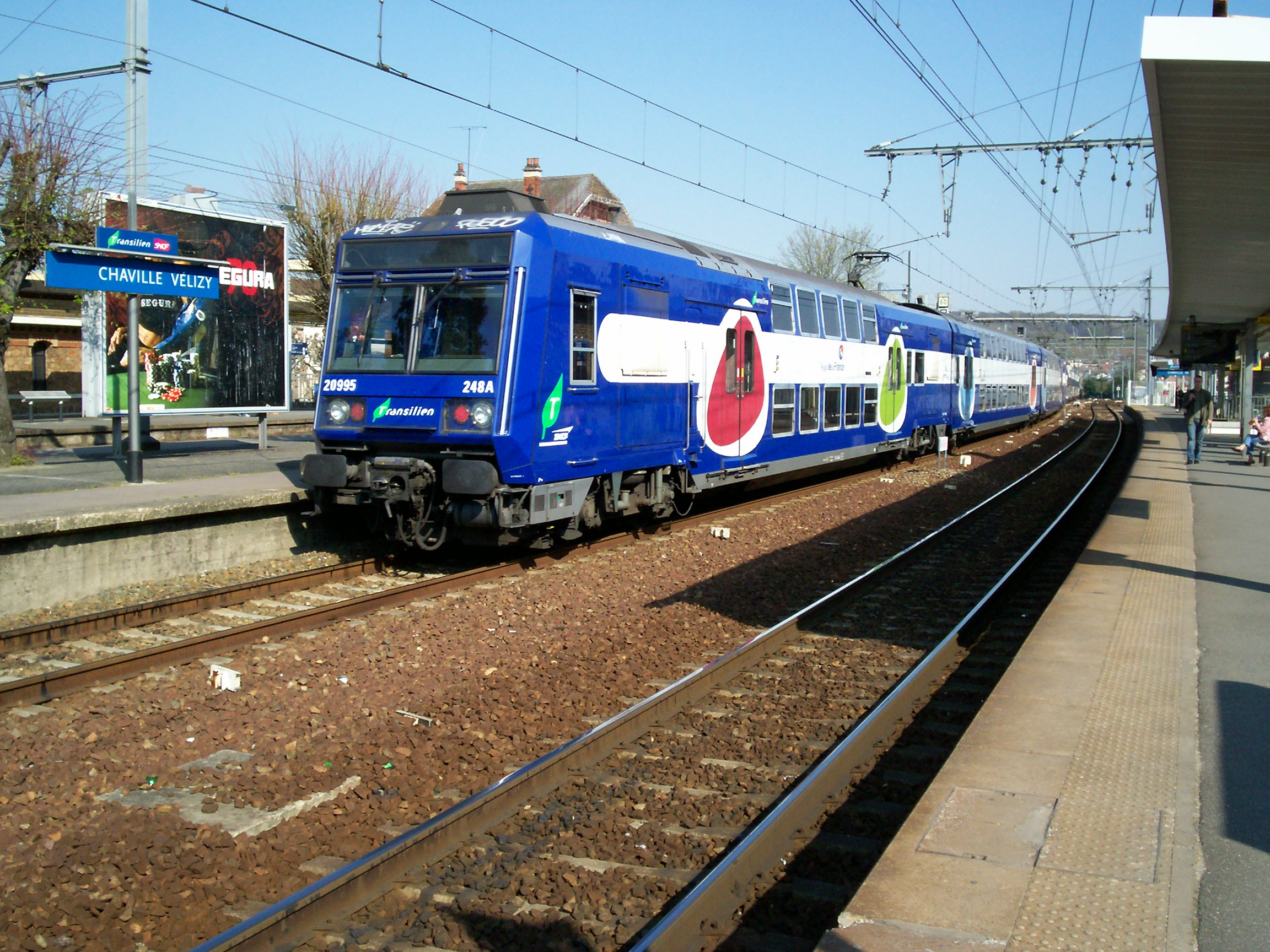
トランシリアン塗装（2007年撮影）
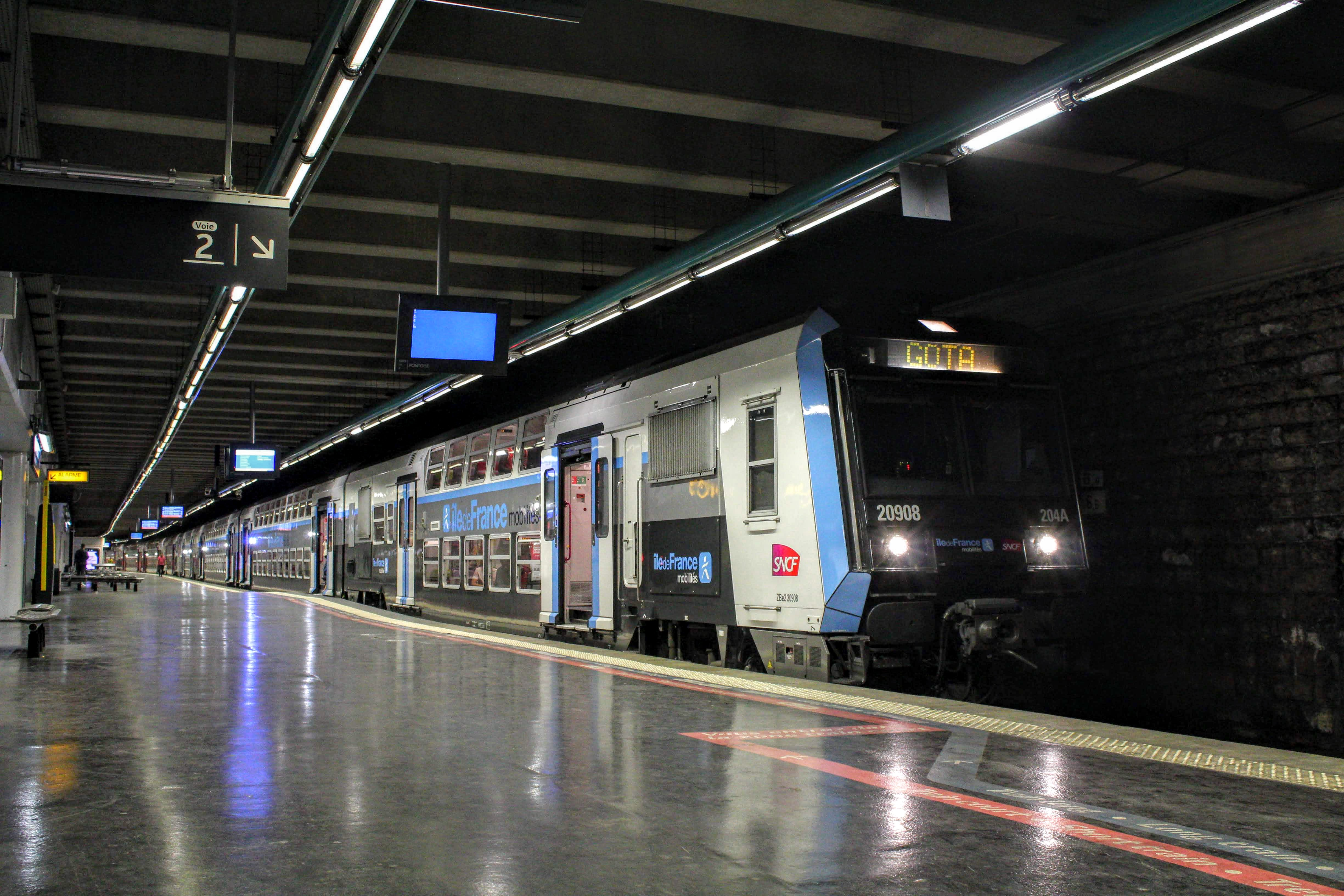
イル＝ド＝フランス・モビリティ塗装（2019年撮影）
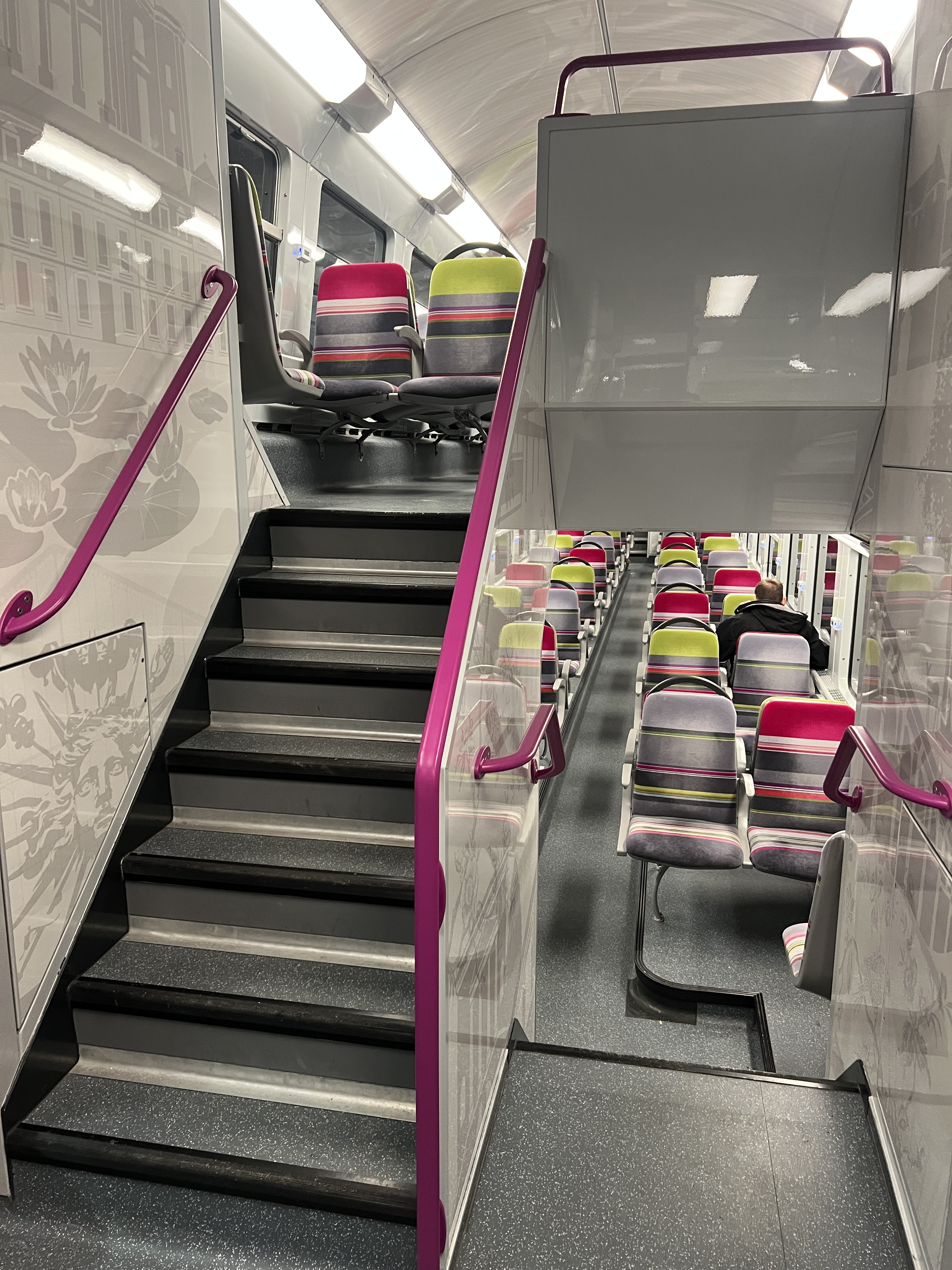
更新工事後の車内（2024年撮影）

## 参考資料
- Thomas Estler (2024). Loks der französischen Staatsbahn SNCF: seit 1938. Transpress Verlag. ISBN 978-3-613-31353-8